# Klamath County
Klamath County is een van de 36 county's in de Amerikaanse staat Oregon.
De county heeft een landoppervlakte van 15.395 km² en telt 63.775 inwoners (volkstelling 2000). De hoofdplaats is Klamath Falls.
In de county ligt de berg Mount Scott en het kratermeer Crater Lake.

## Bevolkingsontwikkeling
Baker · Benton · Clackamas · Clatsop · Columbia · Coos · Crook · Curry · Deschutes · Douglas · Gilliam · Grant · Harney · Hood River · Jackson · Jefferson · Josephine · Klamath · Lake · Lane · Lincoln · Linn · Malheur · Marion · Morrow · Multnomah · Polk · Sherman · Tillamook · Umatilla · Union · Wallowa · Wasco · Washington · Wheeler · Yamhill